# Andrea Dutoit
Andrea Dutoit (dawniej Neary, ur. 28 sierpnia 1978) – amerykańska lekkoatletka, specjalizująca się w skoku o tyczce.

## Osiągnięcia
- złoty medal mistrzostw NCAA (2001)

## Rekordy życiowe
- skok o tyczce - 4,60 (2004) 9. wynik na listach światowych w 2004
- skok o tyczce (hala) - 4,53 (2004) 9. wynik na listach światowych w 2004